# Biserica romano-catolică Sfânta Barbara din Cavnic

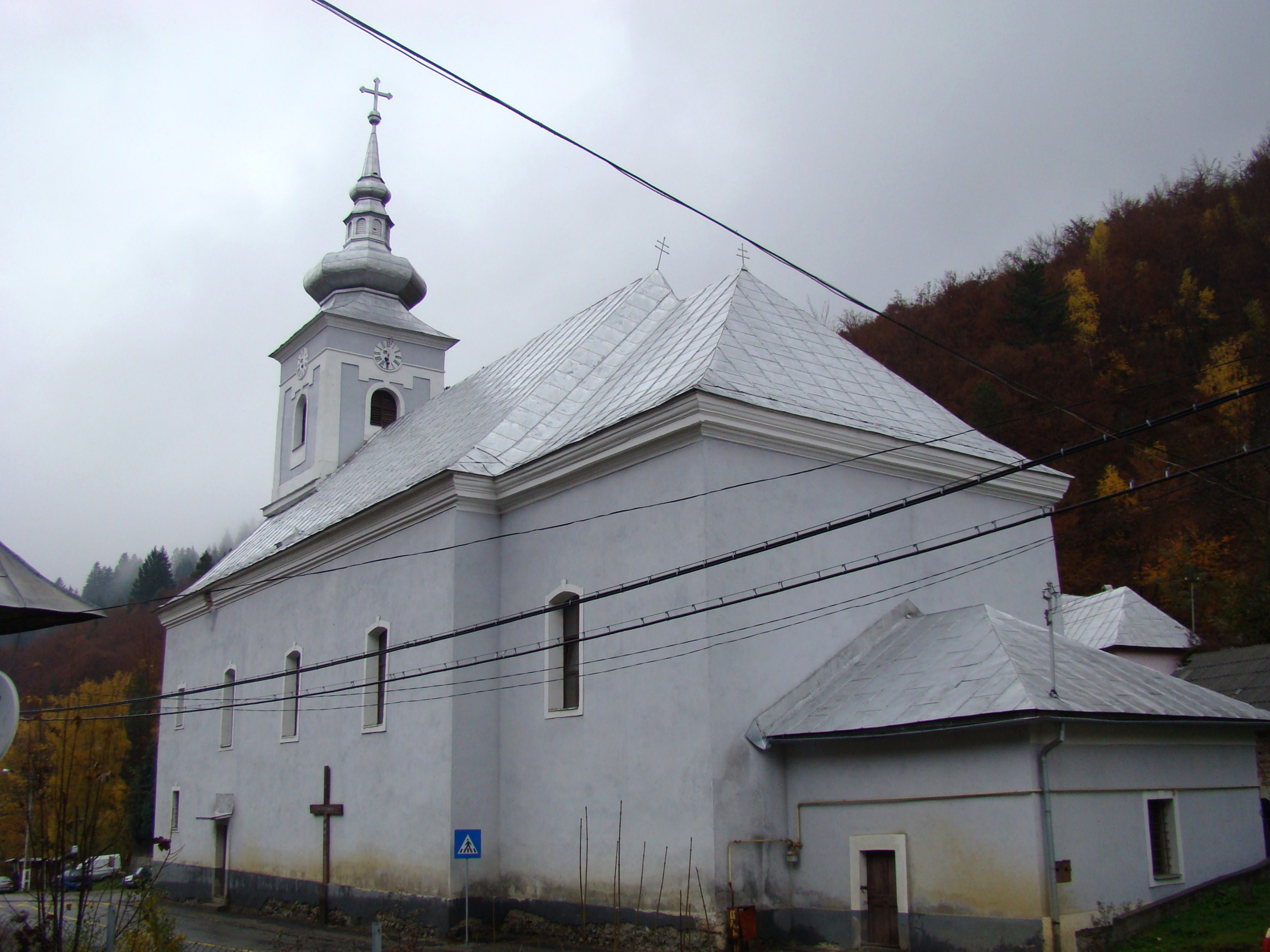
Biserica (sud-est)

Biserica romano-catolică, cu hramul Sfânta Barbara, este un monument istoric aflat pe teritoriul orașului Cavnic, județul Maramureș.

## Localitatea
Cavnic (numit local și Capnic, maghiară Kapnikbánya, germană Kapnik) este un oraș în județul Maramureș, Transilvania, România. Cavnicul a fost pentru prima dată atestat documentar în 1336, cu numele de Kapnec.

## Biserica
A fost construită în stil baroc în perioada anilor 1800-1803,dar finalizată în anul 1812, de când este și datată. Picturile din interior și de pe tavan datează din anul 1909. În interior se află o icoană reprezentând-o pe Sfânta Varvara, protectoarea minerilor, prizonierilor, geologilor și arhitecților. Turnul bisericii are o înălțime de 34 m.

## Imagini

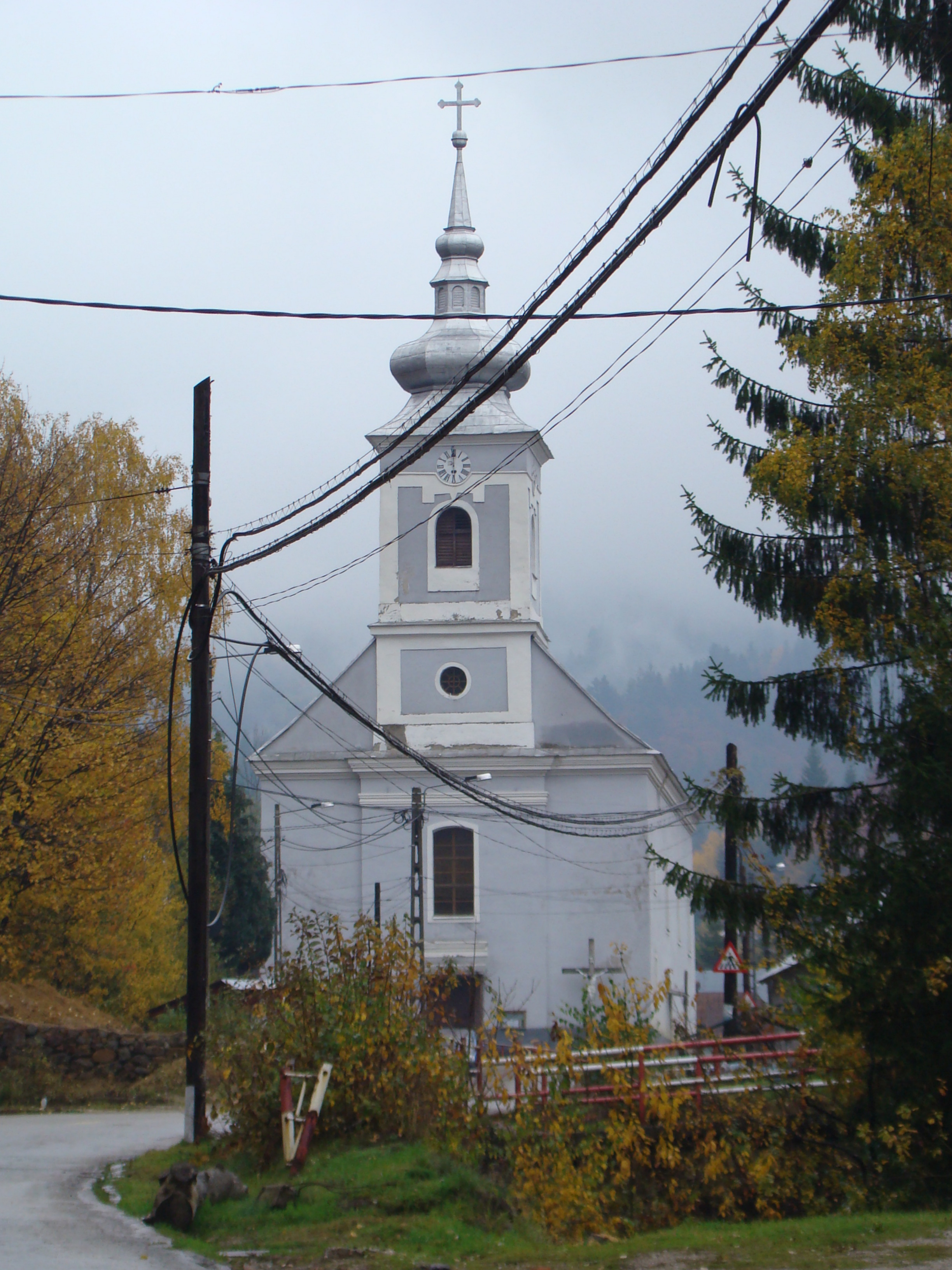
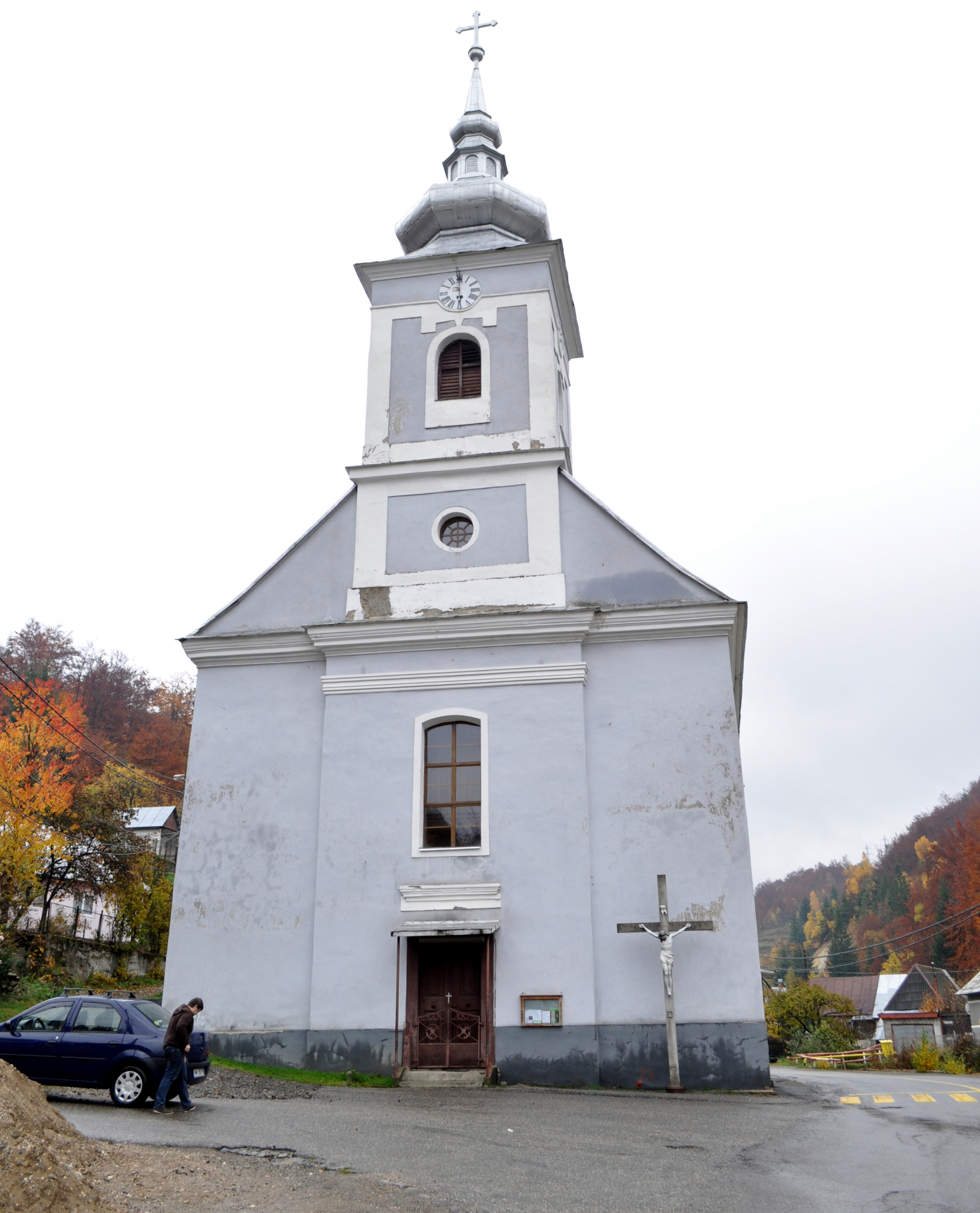
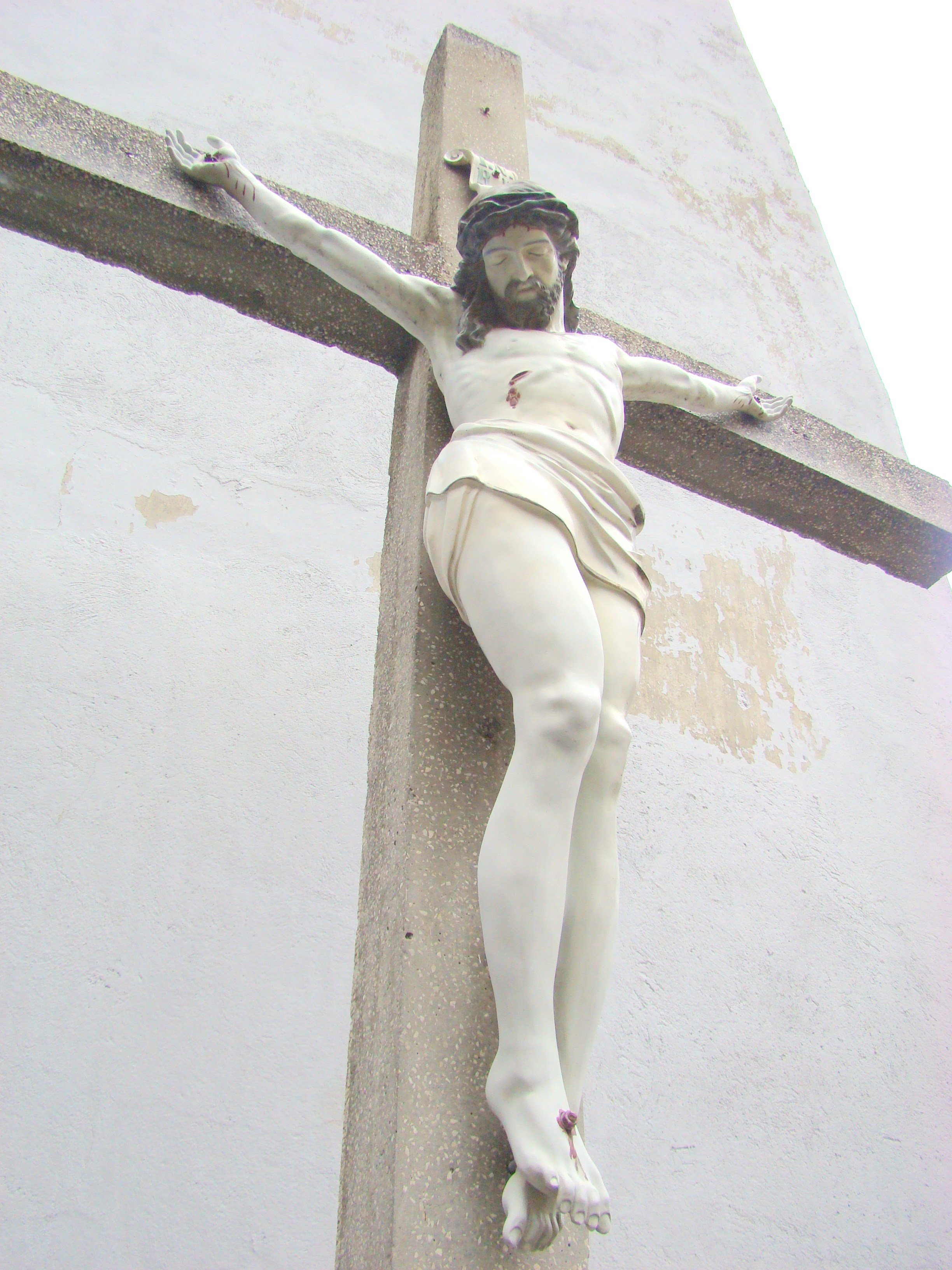
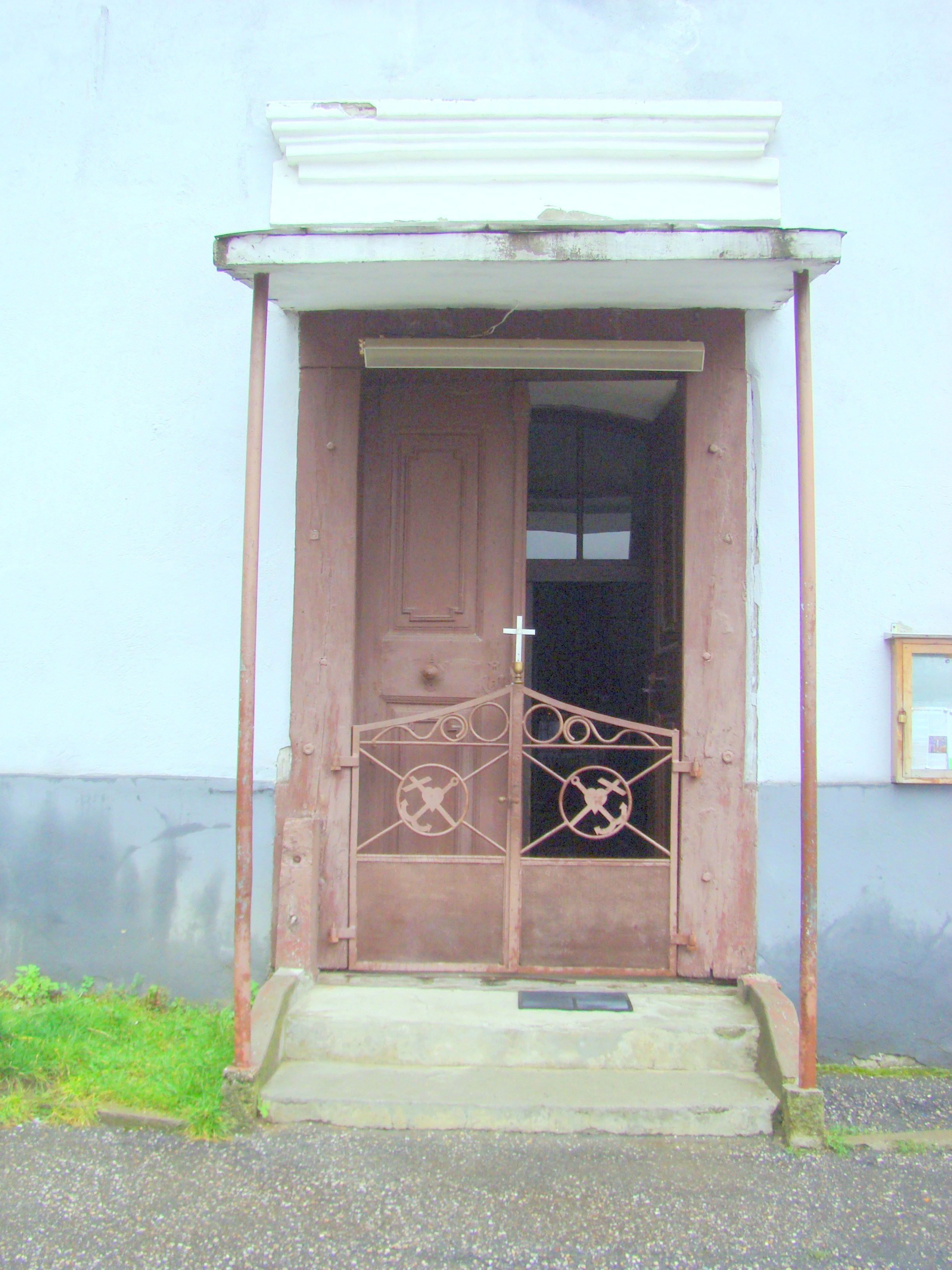
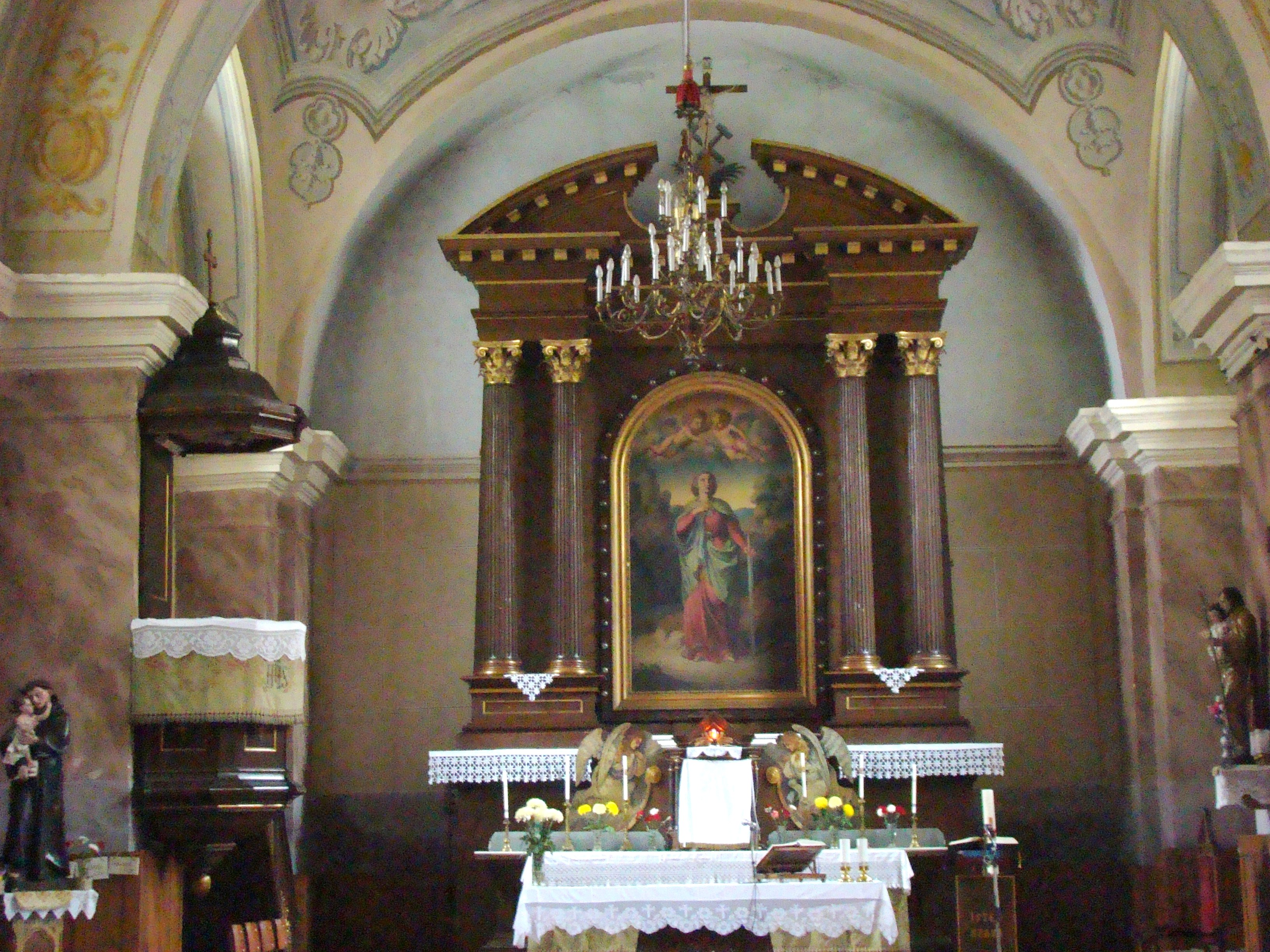
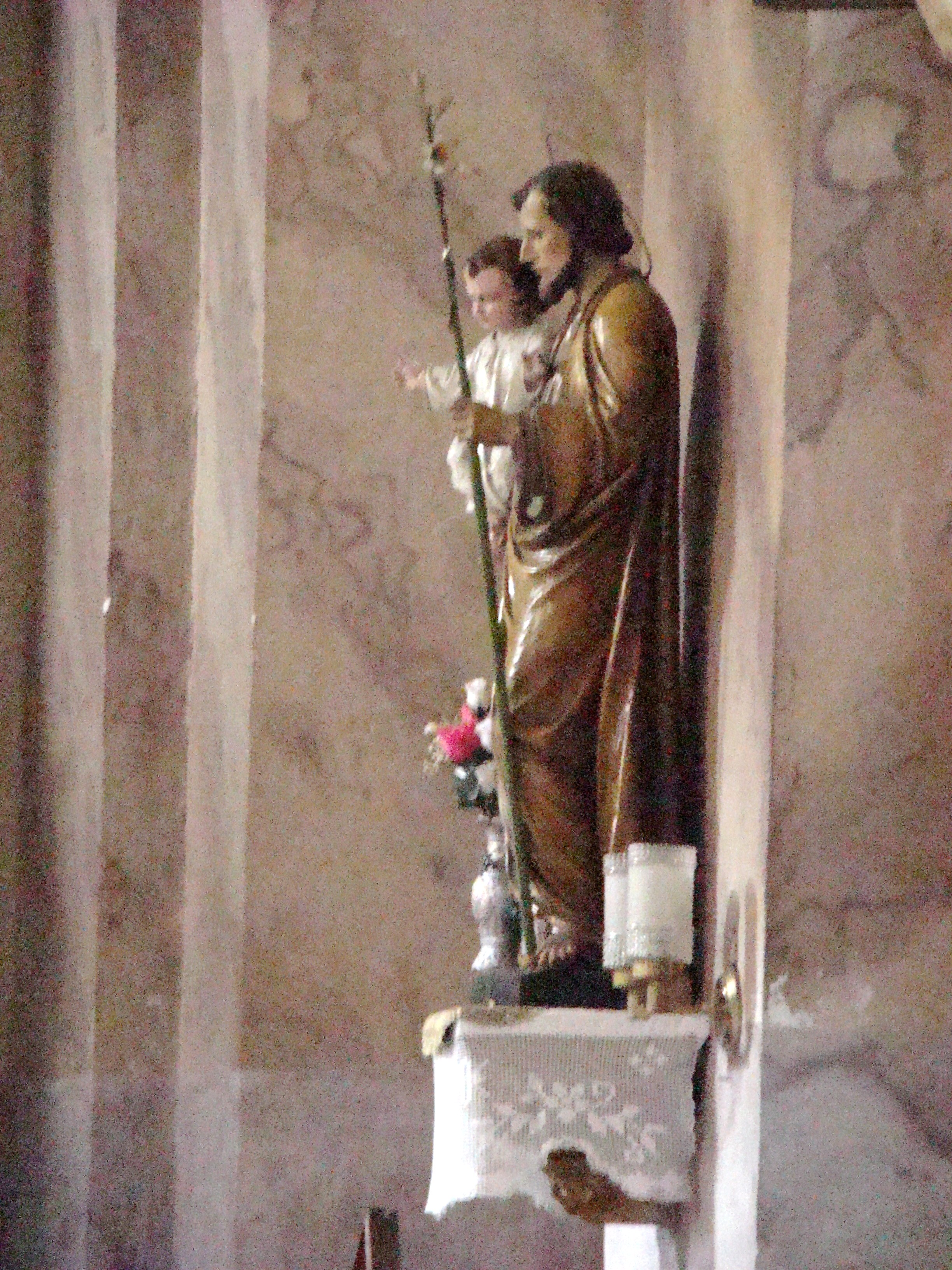
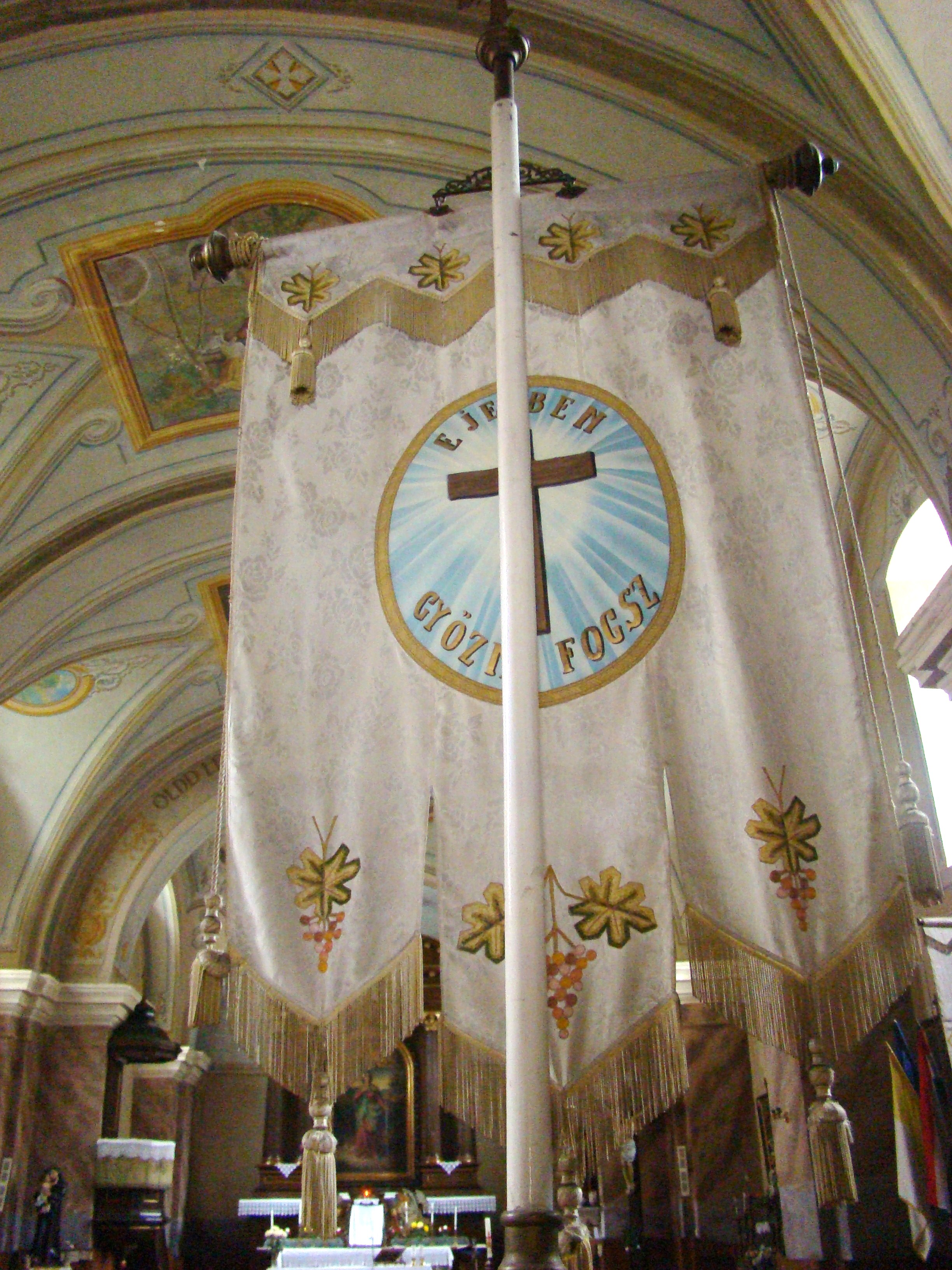
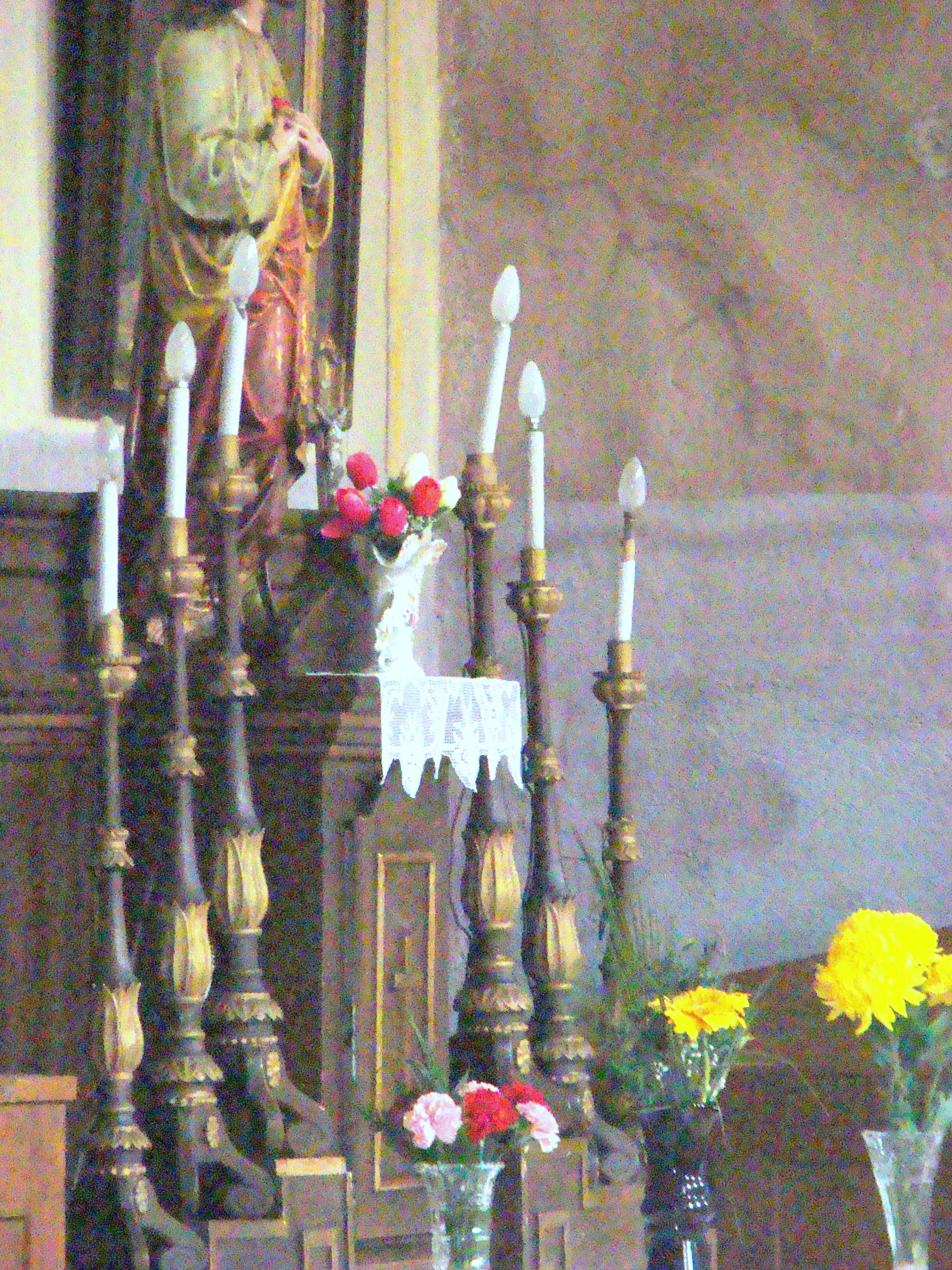
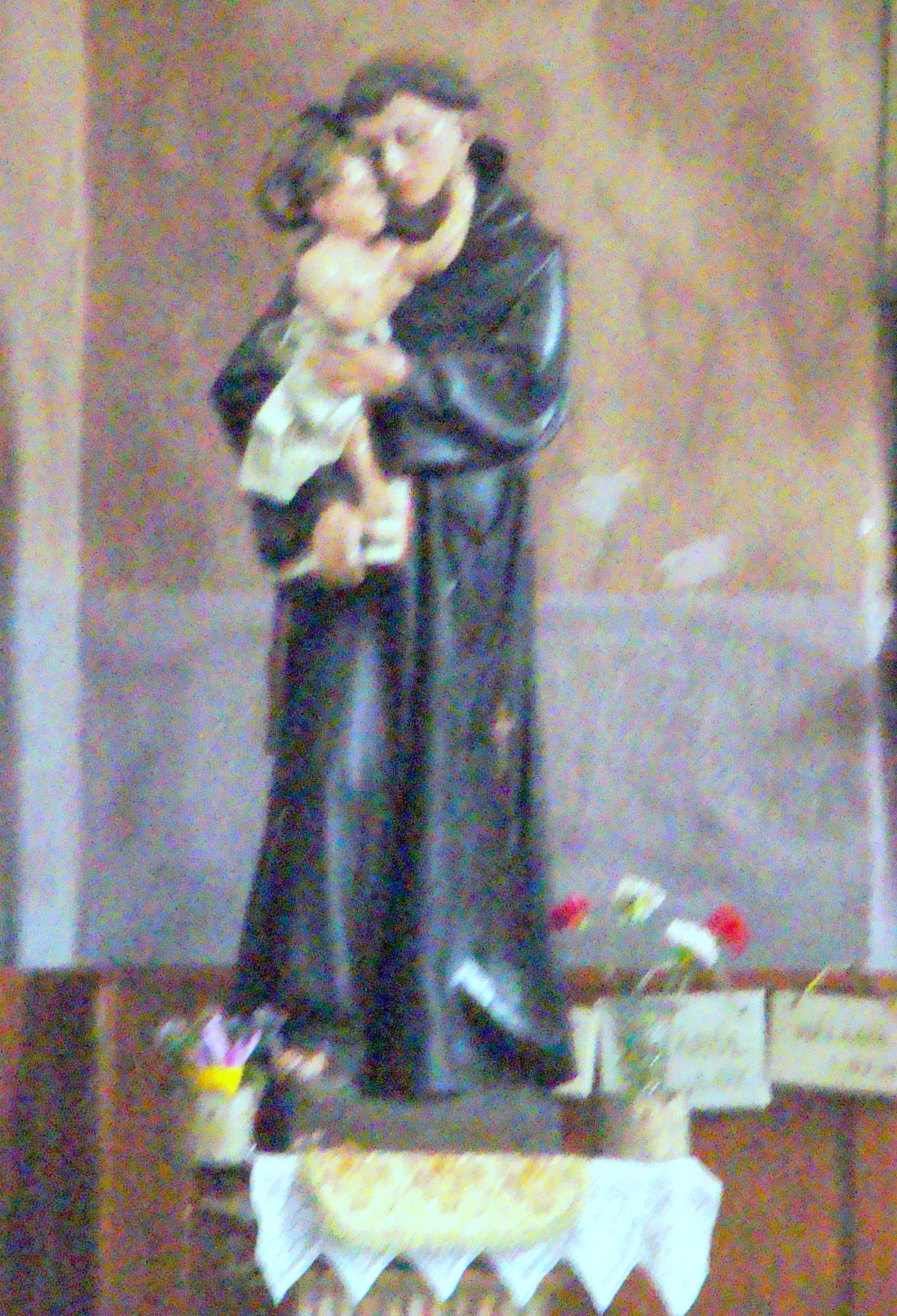
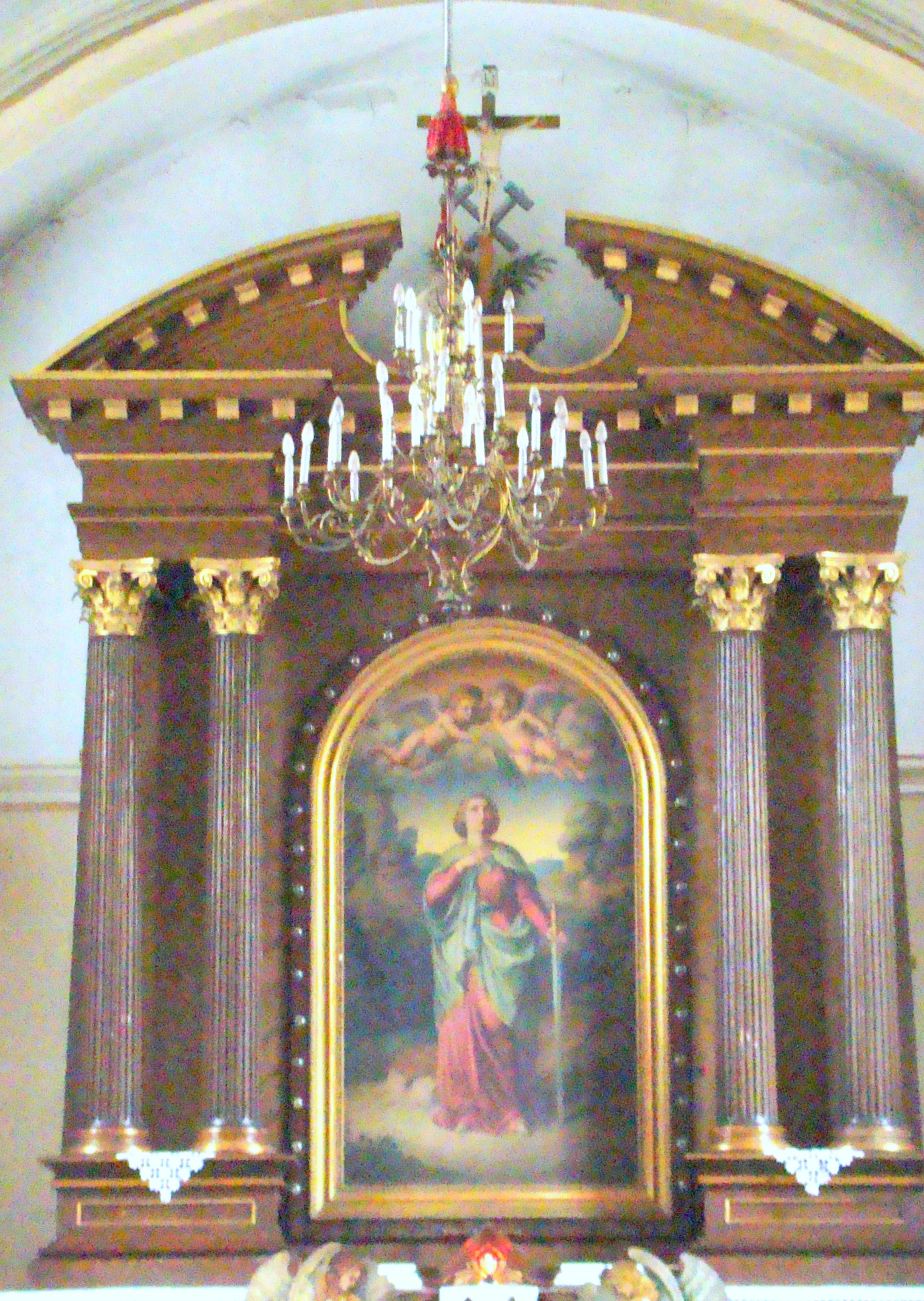
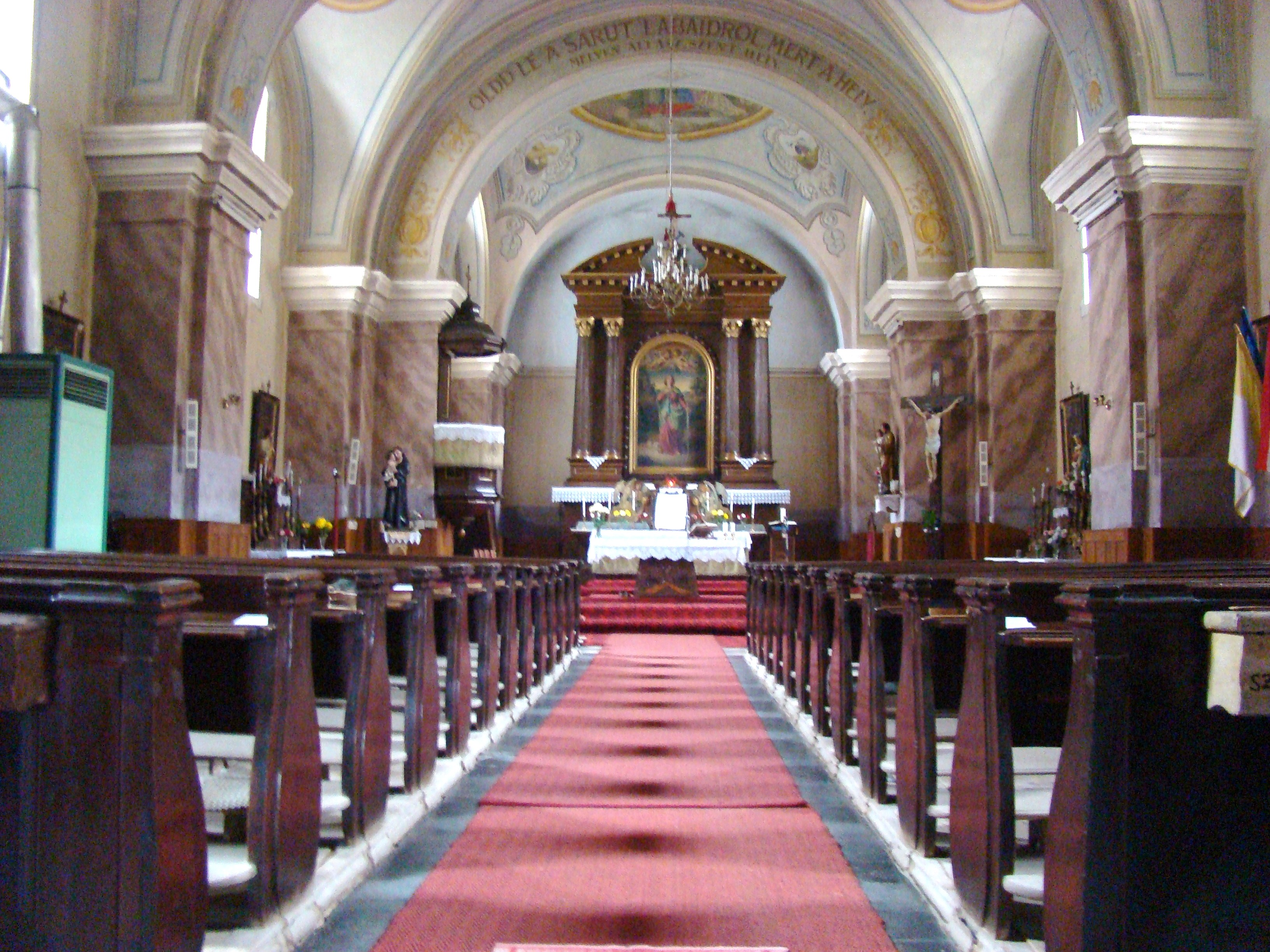
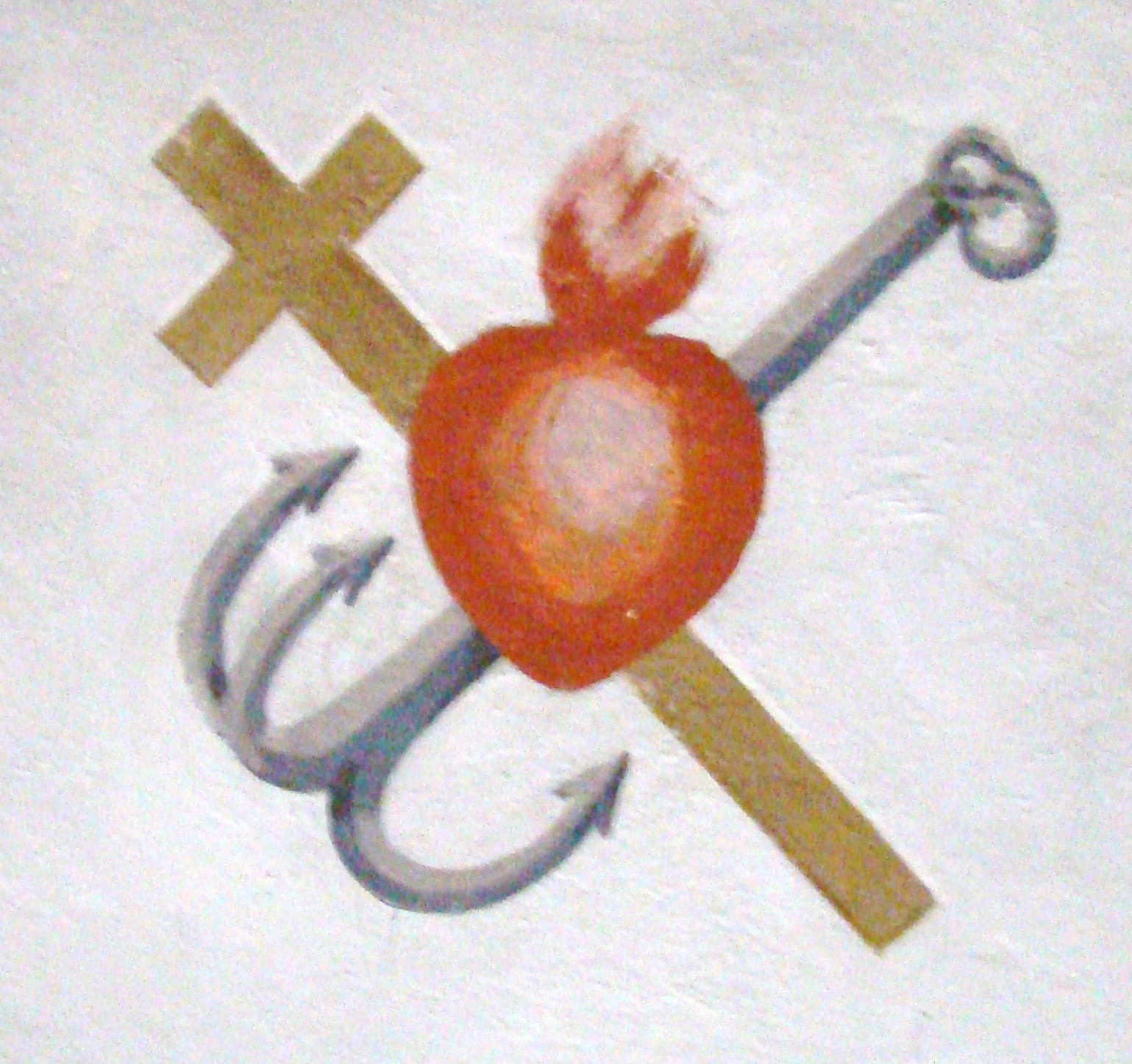
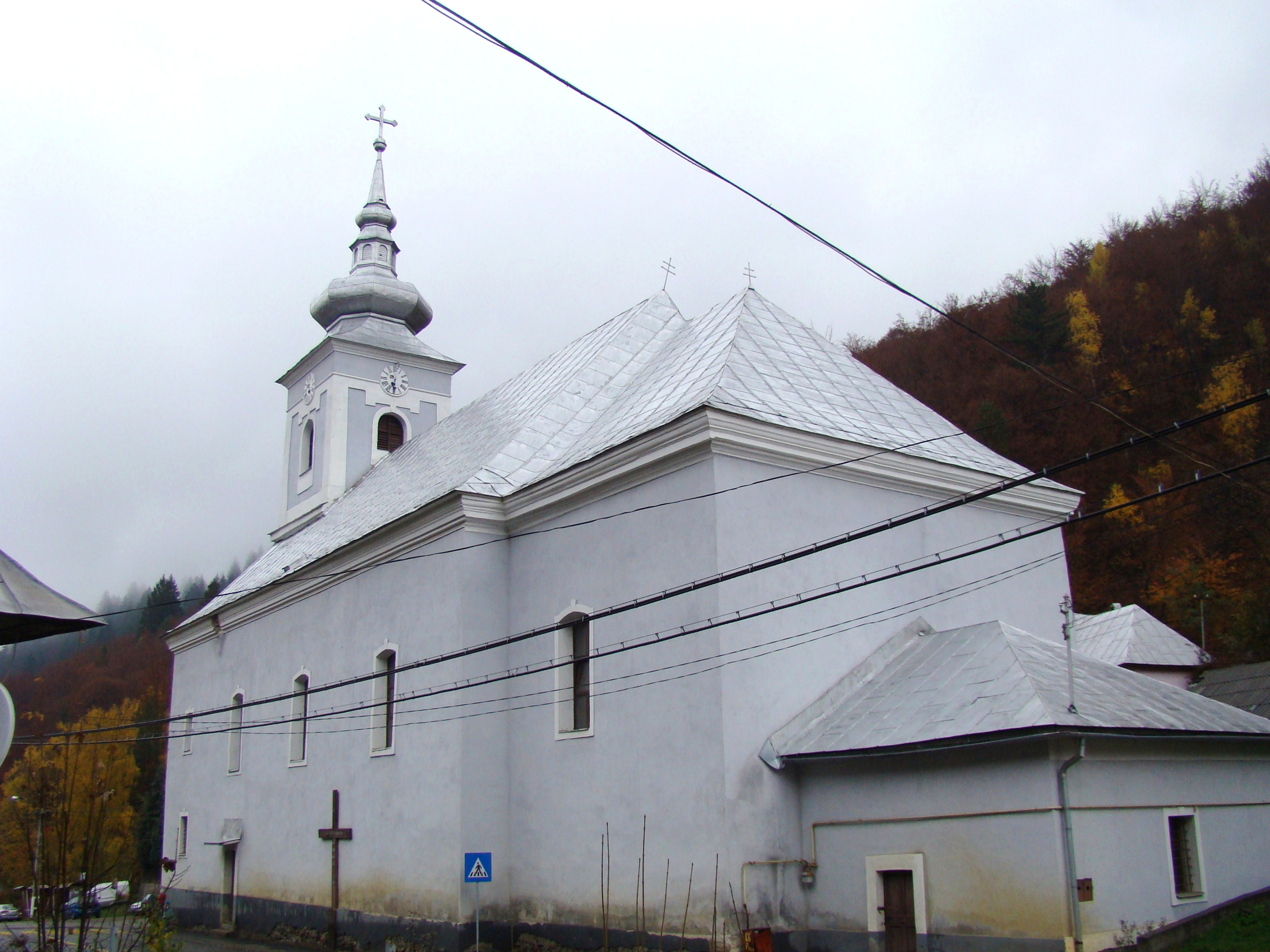
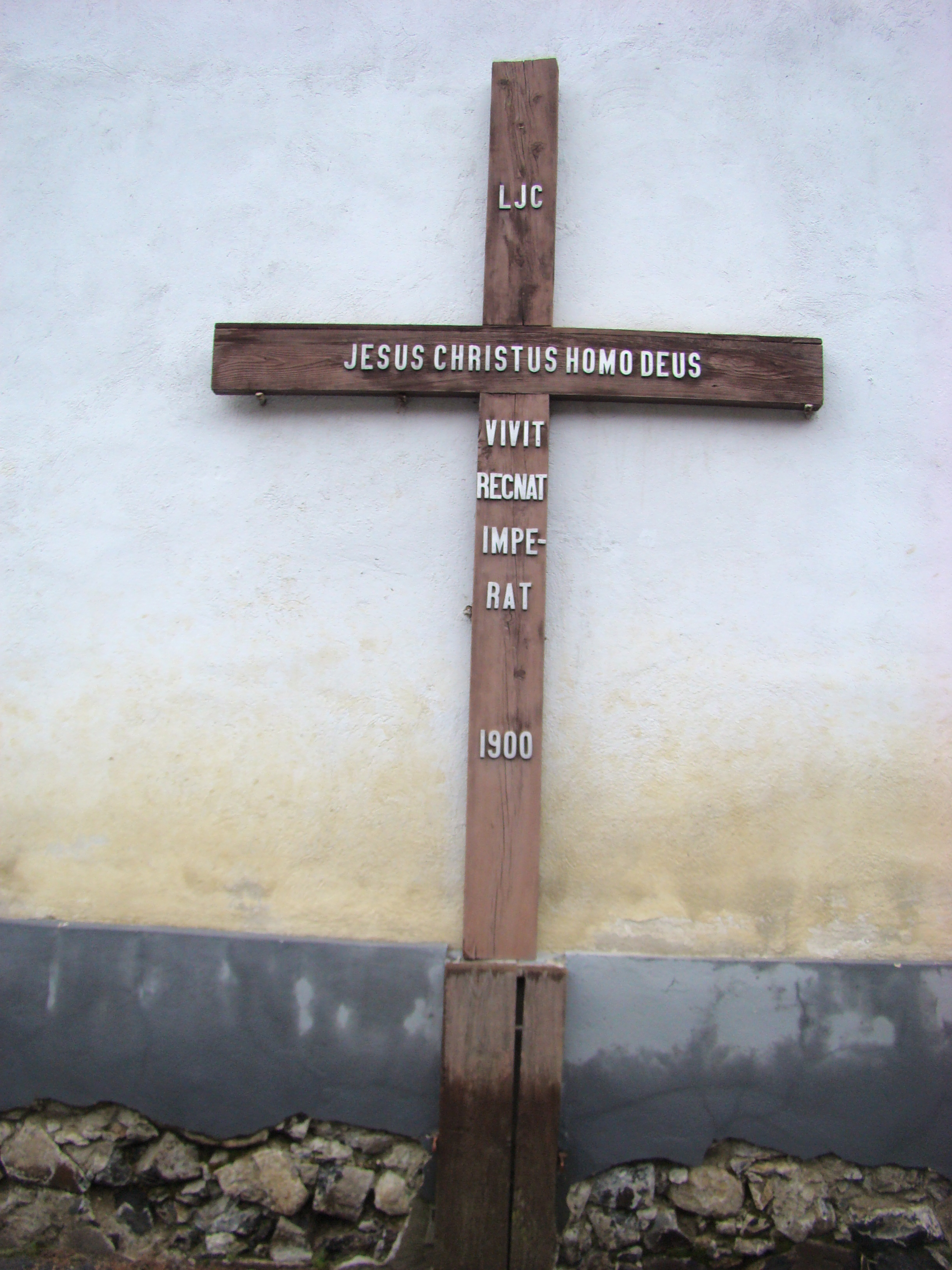
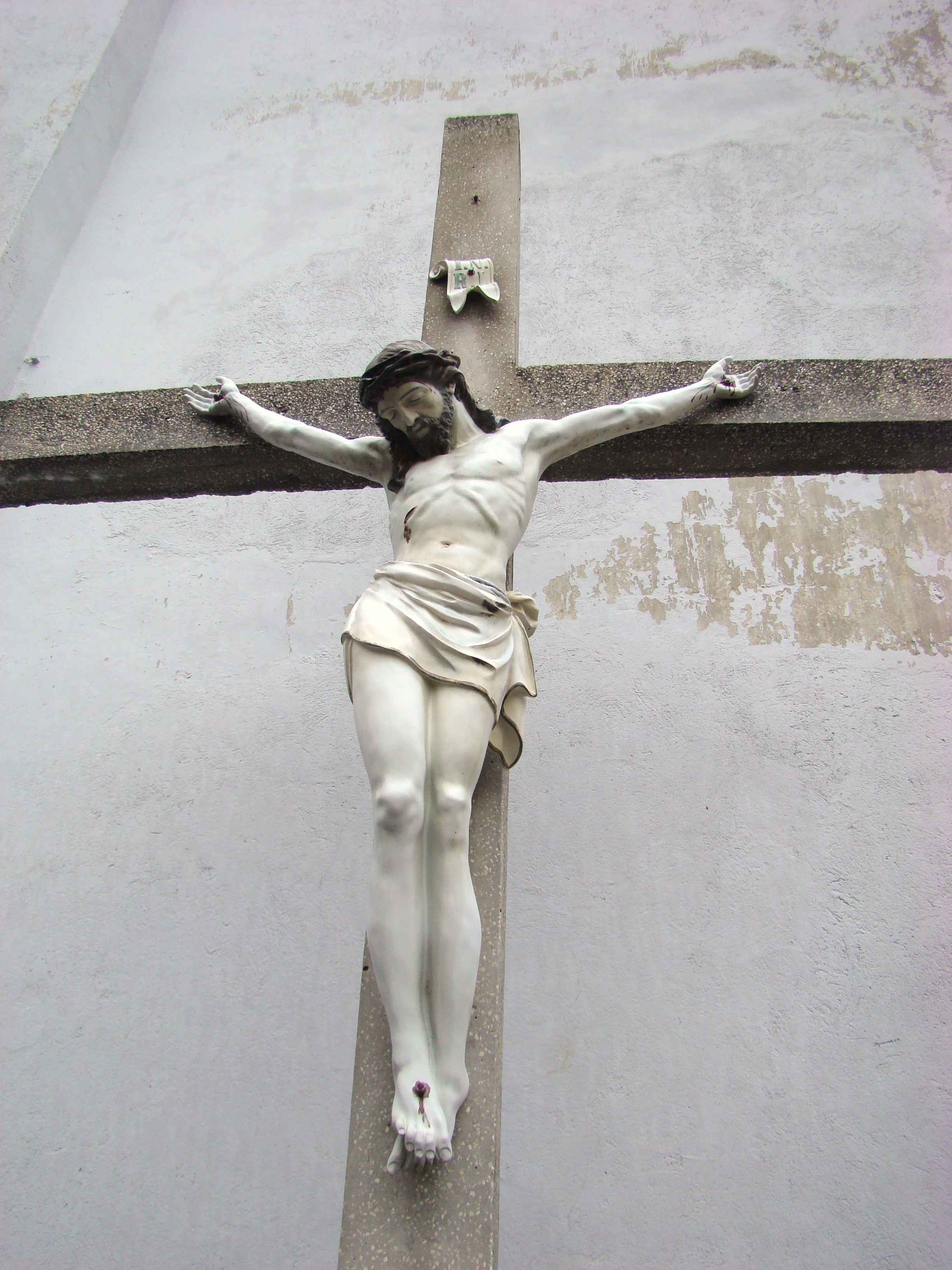
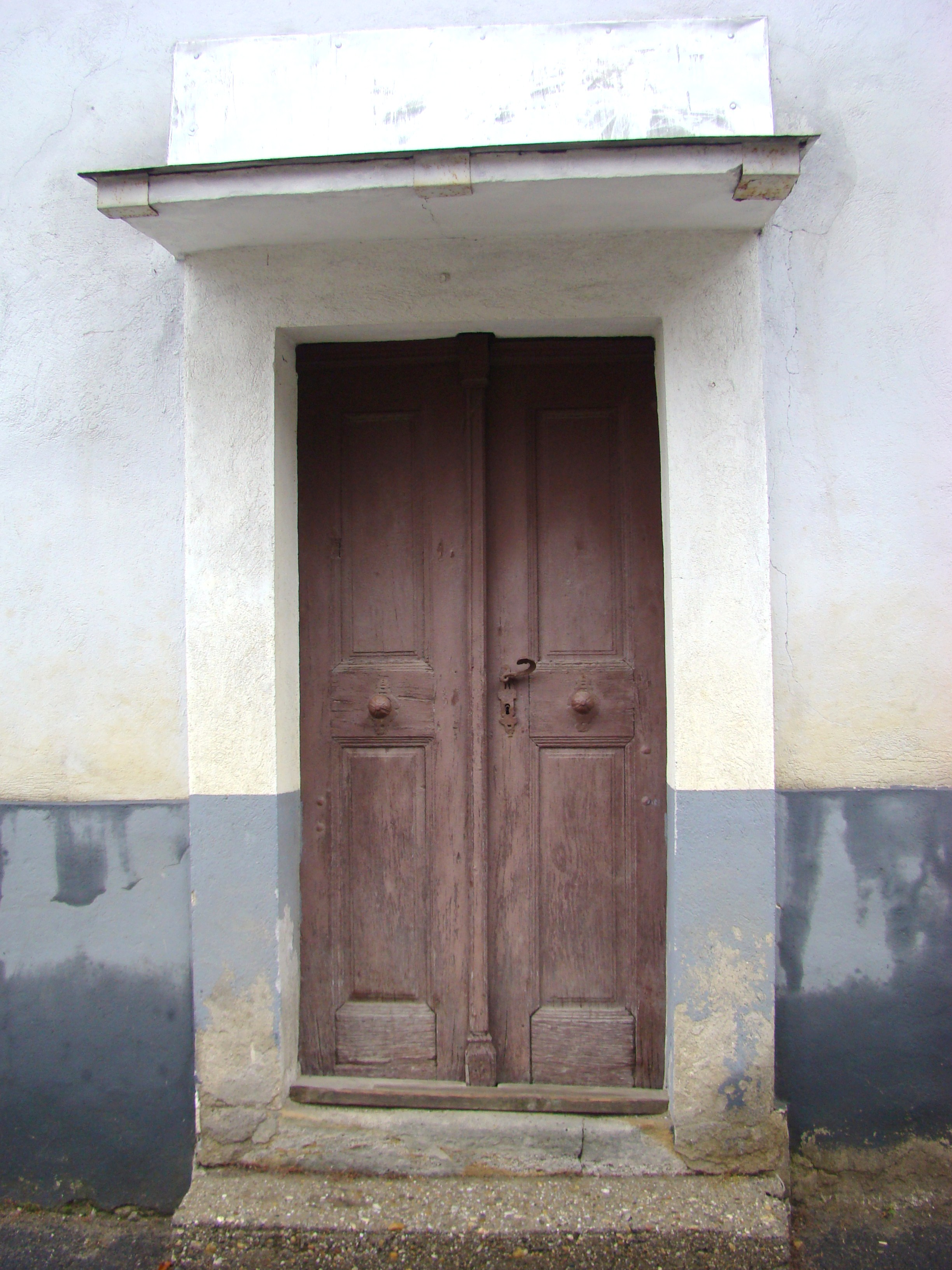
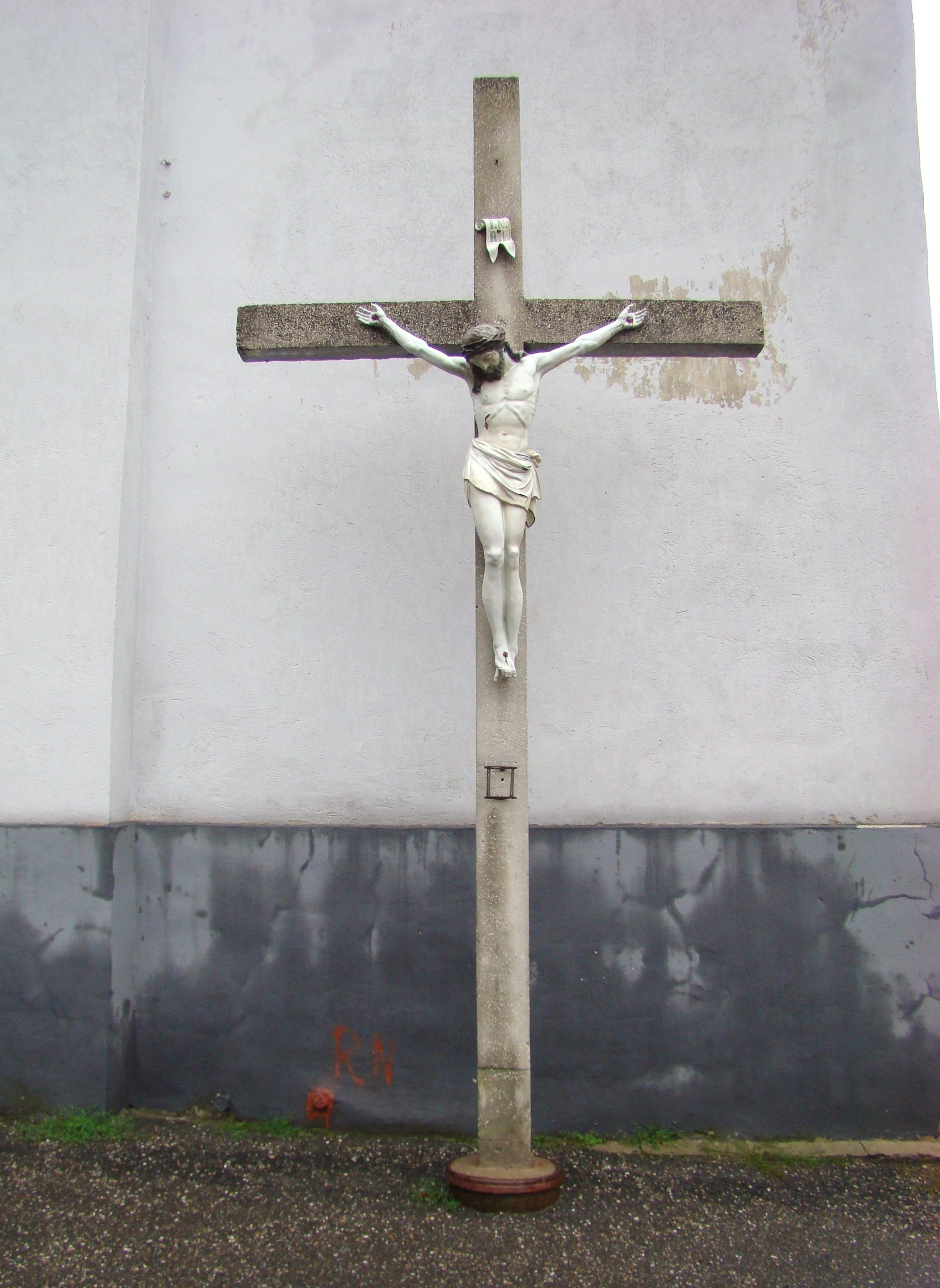

## Vezi și
- Cavnic